# Alamosaurus
Alamosaurus (que significa "lagarto Ojo Alamo") é um gênero de dinossauros saurópodes titanossauriano contendo uma única espécie conhecida, Alamosaurus sanjuanensis, da idade Maastrichtiana do período Cretáceo Superior no que é hoje o sudoeste da América do Norte. É o único saurópode conhecido que habitou a América do Norte após sua ausência de quase 30 milhões de anos do registro fóssil norte-americano e provavelmente representa um gênero imigrante da América do Sul. 
Adultos teriam medido cerca de 26 metros de comprimento, cinco metros de altura no ombro e pesado até 30–35 toneladas, embora alguns espécimes indiquem um tamanho corporal maior. Vértebras isoladas e ossos dos membros indicam que ele atingiu tamanhos comparáveis ao Argentinosaurus e Puertasaurus, o que o tornaria o maior dinossauro absoluto conhecido na América do Norte. Espécimes de um Alamosaurus sanjuanensis juvenil foram recuperados apenas alguns metros abaixo da fronteira Cretáceo-Paleogeno no Texas, tornando-o uma das últimas espécies sobreviventes de dinossauros não aviários.

## Descoberta

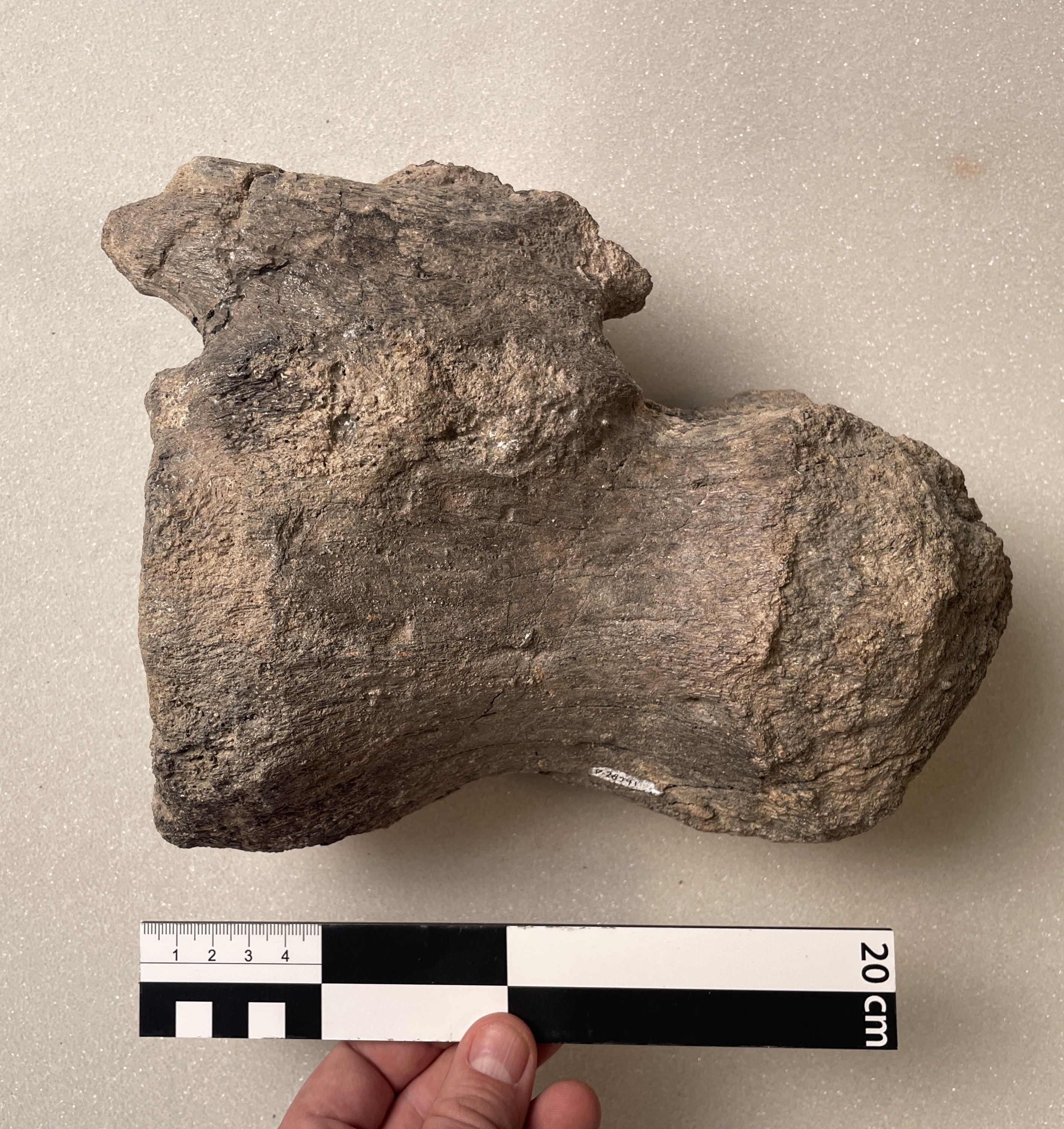
Vértebra caudal isolada de Alamosaurus sanjuanensis do membro Naashoibito da Formação Kirtland, Novo México

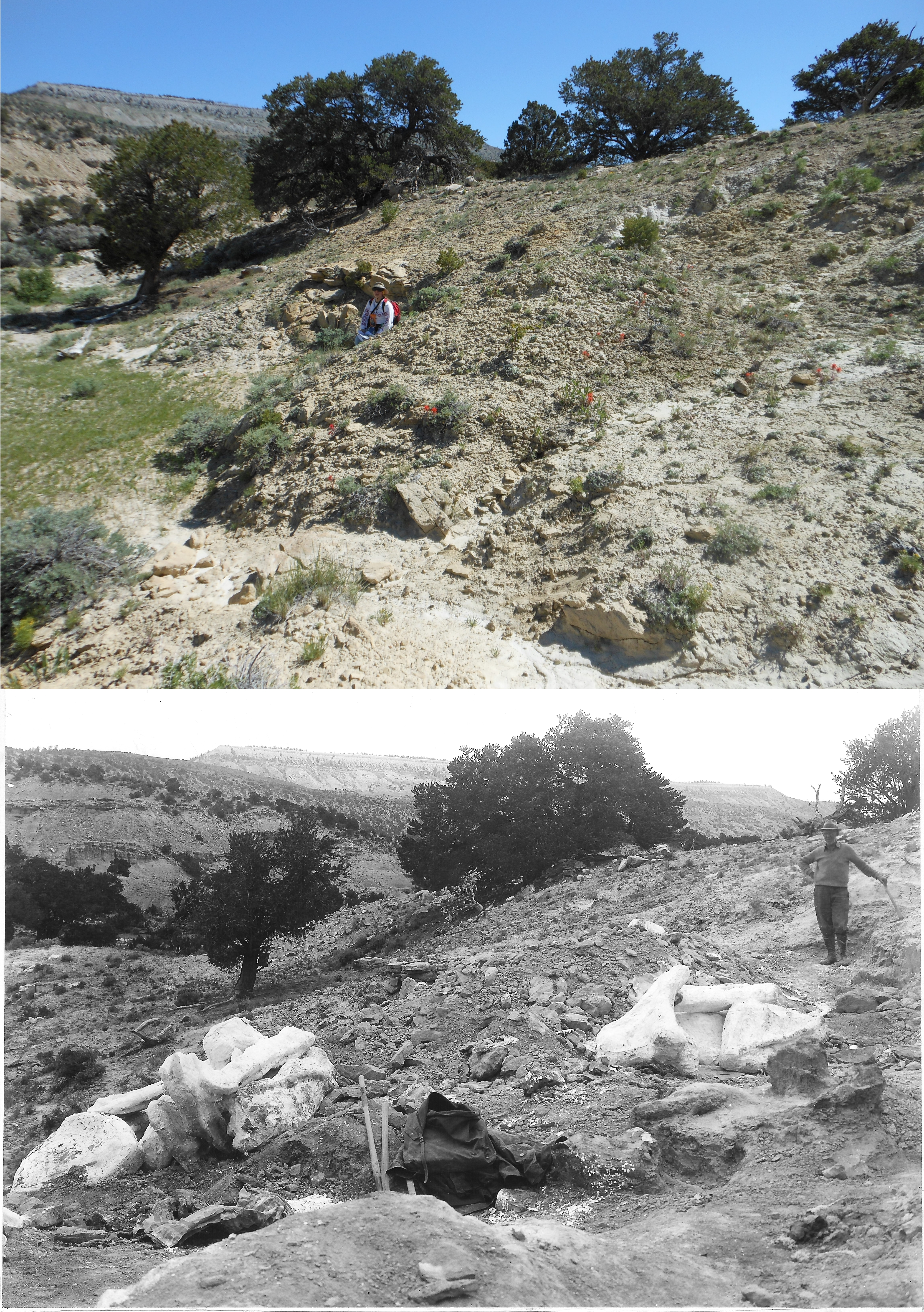
Pedreira de Alamosaurus em 2013 em comparação com 1937, Formação North Horn, North Horn Mountain.

Restos de Alamosaurus foram descobertos em todo o sudoeste dos Estados Unidos. O holótipo foi descoberto em junho de 1921 por Charles Whitney Gilmore, John Bernard Reeside e Charles Hazelius Sternberg no Barrel Springs Arroyo no Membro Naashoibito da Formação Ojo Alamo (ou Formação Kirtland sob uma definição diferente) do Novo México. Esta formação foi depositada durante a era Maastrichtiana do período Cretáceo Superior. Ossos também foram recuperados de outras formações Maastrichtianas, como a Formação North Horn de Utah e as formações Black Peaks, El Picacho e Javelina do Texas. Fósseis de titanossauro não descritos intimamente associados ao Alamosaurus foram encontrados na Formação Evanston em Wyoming. Três vértebras caudais articuladas foram coletadas acima de Hams Fork e estão alojadas no Museu de Paleontologia da Universidade da Califórnia, em Berkeley. No entanto, esses espécimes não foram descritos.

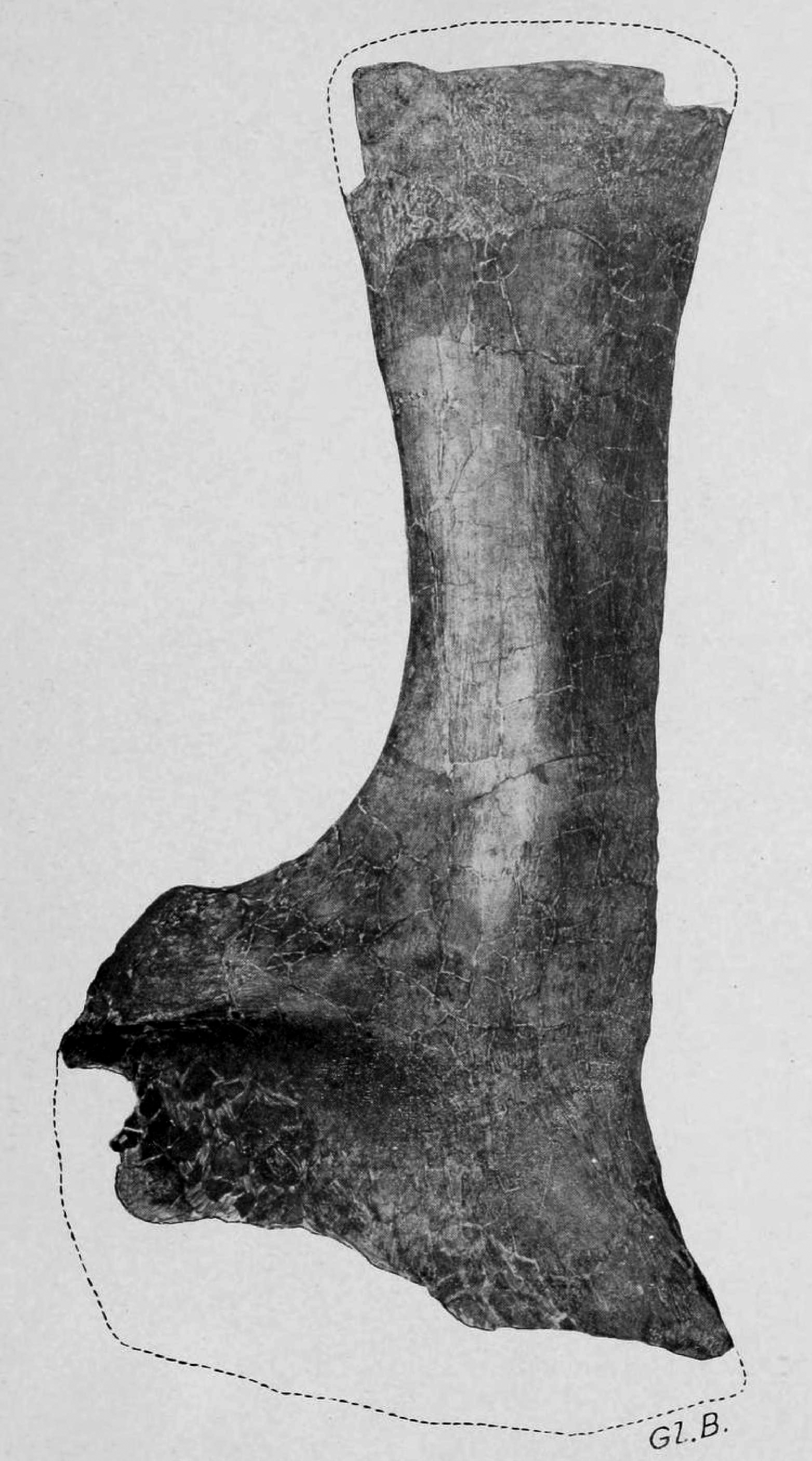
Holótipo da escápula e parátipo ísquio

O paleontólogo do Smithsonian Charles Gilmore descreveu originalmente o holótipo USNM 10486, uma escápula esquerda (osso do ombro), e o parátipo USNM 10487, um ísquio direito (osso pélvico) em 1922, nomeando a espécie-tipo Alamosaurus sanjuanensis. Ao contrário das afirmações populares, o dinossauro não recebeu o nome do Alamo em San Antonio, Texas, ou da batalha que foi travada lá. O holótipo, o espécime no qual o nome foi baseado, foi descoberto no Novo México e, na época de sua nomeação, o Alamosaurus ainda não havia sido encontrado no Texas. Em vez disso, o nome Alamosaurus vem de Ojo Alamo, a formação geológica em que foi encontrado e que, por sua vez, recebeu o nome do posto comercial próximo de Ojo Alamo. Desde então, tem havido algum debate sobre a possibilidade de reclassificar as rochas contendo Alamosaurus como pertencentes à Formação Kirtland ou se devem permanecer na Formação Ojo Alamo. O próprio termo "alamo" é uma palavra espanhola que significa "álamo" e é usado para a subespécie local de choupo. O termo saurus é derivado de saura (σαυρα), a palavra grega para "lagarto", e é o sufixo mais comum usado em nomes de dinossauros. Existe apenas uma espécie no gênero, Alamosaurus sanjuanensis, que recebeu o nome do Condado de San Juan, Novo México, onde os primeiros restos mortais foram encontrados.
Em 1946, Gilmore descreveu postumamente um espécime mais completo, USNM 15660, encontrado em 15 de junho de 1937, na montanha North Horn de Utah por George B. Pearce. Consiste em uma cauda completa, um membro anterior direito completo (exceto pelos dedos, que pesquisas posteriores mostraram que não ossificam com Titanosauridae) e ambos os ísquios. Desde então, centenas de outros fragmentos do Texas, Novo México e Utah foram referidos ao Alamosaurus, muitas vezes sem muita descrição. Apesar de fragmentários, até a segunda metade do século XX eles representavam grande parte do material titanossaurídeo mundialmente conhecido. O espécime mais conhecido, TMM 43621-1, é um esqueleto juvenil do Texas que permitiu estimativas fundamentadas de comprimento e massa.
Alguns blocos catalogados sob o mesmo número de acesso que o relativamente completo e bem conhecido espécime de Alamosaurus USNM 15660 e encontrados muito próximos a ele com base em impressões ósseas foram investigados pela primeira vez por Michael Brett-Surman em 2009. Em 2015, ele relatou que os blocos continham osteodermas, a primeira confirmação de sua existência em Alamosaurus.
A montagem esquelética restaurada de Alamosaurus no Museu Perot foi descoberta quando a estudante Dana Biasatti, membro de uma equipe de escavação em um local próximo, fez uma caminhada para procurar mais ossos de dinossauros na área.

## Descrição

Comparação entre o tamanho de um humano e um Alamosaurus.

Alamosaurus era um herbívoro quadrúpede gigantesco com pescoço longo, cauda longa e membros relativamente longos. Seu corpo estava pelo menos parcialmente coberto por uma armadura óssea. Ele teria medido cerca de 26 metros de comprimento, cinco metros de altura no ombro e pesaria até 30–35 toneladas com base em espécimes adultos conhecidos, incluindo TMM 41541-1.
Alguns cientistas sugerem estimativas de tamanho maiores para os maiores adultos. Thomas Holtz deu um comprimento total de 30 metros ou mais e um peso aproximado de 72,5–80 toneladas ou mais. Embora a maioria dos restos mortais completos venha de espécimes adultos jovens ou pequenos, três espécimes fragmentários (SMP VP-1625, SMP VP-1850 e SMP VP-2104) sugerem que o Alamosaurus adulto pode ter crescido em tamanhos enormes comparáveis aos maiores dinossauros conhecidos. , como o Argentinosaurus, que foi estimado em pesar 73 toneladas. Scott Hartman estima Alamosaurus, com base em uma enorme tíbia incompleta que provavelmente se refere a ele, sendo ligeiramente mais curto em 28–30 m (92–98 pés) e igual em peso a outros titanossauros maciços, como o Argentinosaurus e o Puertasaurus. Atualmente é o único titanossauro conhecido da América do Norte.  No entanto, ele diz que, no momento, os cientistas não sabem se a enorme tíbia pertence a um Alamosaurus ou a uma espécie completamente nova de saurópode.
Em 2019, Gregory S. Paul estimou o SMP VP-1625 em 27 toneladas e também mencionou uma grande vértebra caudal anterior parcial que sugere um espécime de Alamosaurus que é 15% dimensionalmente maior e com massa semelhante à sua estimativa Dreadnoughtus de 31 toneladas. Em 2020, Molina-Perez e Larramendi estimaram o tamanho do maior indivíduo em 26 metros e 38 toneladas.

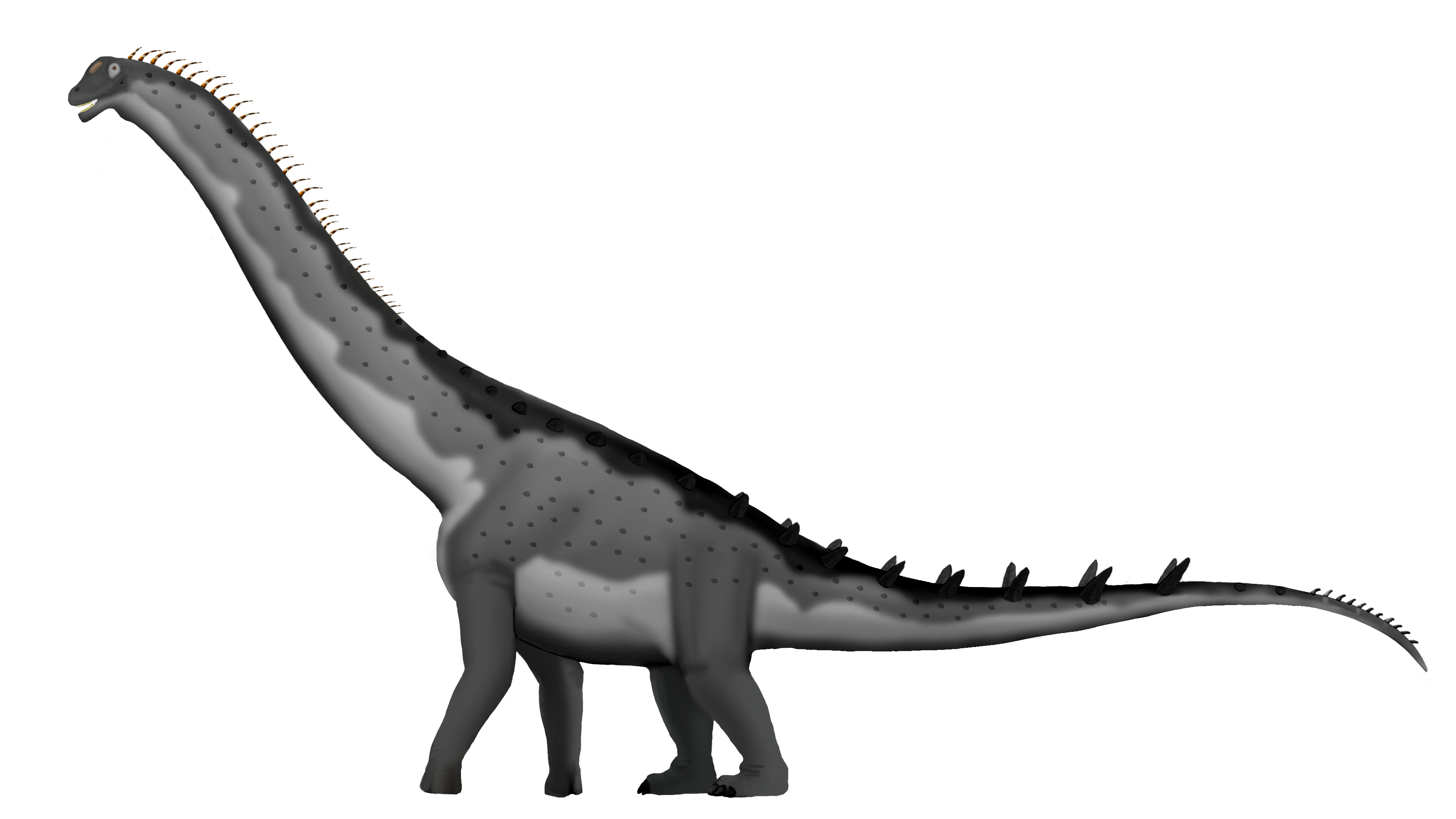
Restauração hipotética

Embora nenhum crânio tenha sido encontrado, dentes em forma de bastonete foram encontrados com esqueletos de Alamosaurus e provavelmente pertenciam a este dinossauro. As vértebras da parte central de sua cauda tinham um centro alongado. Alamosaurus tinha fossas laterais vertebrais que se assemelhavam a depressões rasas. Fossas que se assemelham a depressões rasas são conhecidas de Saltasaurus, Malawisaurus, Aeolosaurus e Gondwanatitan. Venenosaurus também tinha fossas semelhantes a depressões, mas suas "depressões" penetravam mais fundo nas vértebras, eram divididas em duas câmaras e se estendiam mais para dentro das colunas vertebrais. O Alamosaurus tinha raios mais robustos do que o Venenosaurus.

## Classificação
Em 1922, Gilmore estava incerto sobre as afinidades precisas do Alamosaurus e não o determinou além de um Sauropoda geral. Em 1927, Friedrich von Huene o colocou em Titanosauridae.
Alamosaurus era, em todo caso, um membro avançado e derivado do grupo Titanosauria, mas suas relações dentro desse grupo estão longe de serem certas. A questão é ainda mais complicada por alguns pesquisadores rejeitando o nome Titanosauridae e substituindo-o por Saltasauridae. Uma análise importante une Alamosaurus com Opisthocoelicaudia no subgrupo Opisthocoelicaudiinae de Saltasauridae. Uma importante análise concorrente encontra Alamosaurus como um táxon irmão de Pellegrinisaurus, com ambos os gêneros localizados fora de Saltasauridae. Outros cientistas também notaram semelhanças particulares com o saltassaurídeo Neuquensaurus e o Trigonosaurus brasileiro (o "titanossauro de Peiropolis"), que é usado em muitas análises cladísticas e morfológicas de titanossauros. Uma análise recente publicada em 2016 por Anthony Fiorillo e Ron Tykoski indica que Alamosaurus era um táxon irmão de Lognkosauria e, portanto, de espécies como Futalognkosaurus e Mendozasaurus, fora dos Saltasauridae (possivelmente descendentes de parentes próximos dos Saltasauridae), com base em sinapomorfias de morfologias vertebrais cervicais e duas análises cladísticas. O mesmo estudo também sugere que os ancestrais do Alamosaurus vieram da América do Sul em vez da Ásia.
Abaixo segue um cladograma da análise filogenética de Ibirania por Navarro et al em 2022, localizando Alamosaurus na família Saltasauridae:
|  | Opisthocoelicaudia |
|  |                    |
|  | Nemegtosaurus      |
|  |                    |

|  | Alamosaurus |
|  |             |
|  | Baurutitan  |
|  |             |

|  | Ibirania                                                 |
|  |                                                          |
|  | \| \| Bonatitan \| \| \| \| \| \| Rocasaurus \| \| \| \| |
|  |                                                          |
|  | Bonatitan                                                |
|  |                                                          |
|  | Rocasaurus                                               |
|  |                                                          |

|  | Bonatitan  |
|  |            |
|  | Rocasaurus |
|  |            |

|  | Neuquensaurus                                                  |
|  |                                                                |
|  | \| \| MACN-PV-RN 233 \| \| \| \| \| \| Saltasaurus \| \| \| \| |
|  |                                                                |
|  | MACN-PV-RN 233                                                 |
|  |                                                                |
|  | Saltasaurus                                                    |
|  |                                                                |

|  | MACN-PV-RN 233 |
|  |                |
|  | Saltasaurus    |
|  |                |

|  | Ibirania                                                 |
|  |                                                          |
|  | \| \| Bonatitan \| \| \| \| \| \| Rocasaurus \| \| \| \| |
|  |                                                          |
|  | Bonatitan                                                |
|  |                                                          |
|  | Rocasaurus                                               |
|  |                                                          |

|  | Bonatitan  |
|  |            |
|  | Rocasaurus |
|  |            |

|  | Neuquensaurus                                                  |
|  |                                                                |
|  | \| \| MACN-PV-RN 233 \| \| \| \| \| \| Saltasaurus \| \| \| \| |
|  |                                                                |
|  | MACN-PV-RN 233                                                 |
|  |                                                                |
|  | Saltasaurus                                                    |
|  |                                                                |

|  | MACN-PV-RN 233 |
|  |                |
|  | Saltasaurus    |
|  |                |

|  | Alamosaurus |
|  |             |
|  | Baurutitan  |
|  |             |

|  | Ibirania                                                 |
|  |                                                          |
|  | \| \| Bonatitan \| \| \| \| \| \| Rocasaurus \| \| \| \| |
|  |                                                          |
|  | Bonatitan                                                |
|  |                                                          |
|  | Rocasaurus                                               |
|  |                                                          |

|  | Bonatitan  |
|  |            |
|  | Rocasaurus |
|  |            |

|  | Neuquensaurus                                                  |
|  |                                                                |
|  | \| \| MACN-PV-RN 233 \| \| \| \| \| \| Saltasaurus \| \| \| \| |
|  |                                                                |
|  | MACN-PV-RN 233                                                 |
|  |                                                                |
|  | Saltasaurus                                                    |
|  |                                                                |

|  | MACN-PV-RN 233 |
|  |                |
|  | Saltasaurus    |
|  |                |

|  | Ibirania                                                 |
|  |                                                          |
|  | \| \| Bonatitan \| \| \| \| \| \| Rocasaurus \| \| \| \| |
|  |                                                          |
|  | Bonatitan                                                |
|  |                                                          |
|  | Rocasaurus                                               |
|  |                                                          |

|  | Bonatitan  |
|  |            |
|  | Rocasaurus |
|  |            |

|  | Neuquensaurus                                                  |
|  |                                                                |
|  | \| \| MACN-PV-RN 233 \| \| \| \| \| \| Saltasaurus \| \| \| \| |
|  |                                                                |
|  | MACN-PV-RN 233                                                 |
|  |                                                                |
|  | Saltasaurus                                                    |
|  |                                                                |

|  | MACN-PV-RN 233 |
|  |                |
|  | Saltasaurus    |
|  |                |

|  | Opisthocoelicaudia |
|  |                    |
|  | Nemegtosaurus      |
|  |                    |

|  | Alamosaurus |
|  |             |
|  | Baurutitan  |
|  |             |

|  | Ibirania                                                 |
|  |                                                          |
|  | \| \| Bonatitan \| \| \| \| \| \| Rocasaurus \| \| \| \| |
|  |                                                          |
|  | Bonatitan                                                |
|  |                                                          |
|  | Rocasaurus                                               |
|  |                                                          |

|  | Bonatitan  |
|  |            |
|  | Rocasaurus |
|  |            |

|  | Neuquensaurus                                                  |
|  |                                                                |
|  | \| \| MACN-PV-RN 233 \| \| \| \| \| \| Saltasaurus \| \| \| \| |
|  |                                                                |
|  | MACN-PV-RN 233                                                 |
|  |                                                                |
|  | Saltasaurus                                                    |
|  |                                                                |

|  | MACN-PV-RN 233 |
|  |                |
|  | Saltasaurus    |
|  |                |

|  | Ibirania                                                 |
|  |                                                          |
|  | \| \| Bonatitan \| \| \| \| \| \| Rocasaurus \| \| \| \| |
|  |                                                          |
|  | Bonatitan                                                |
|  |                                                          |
|  | Rocasaurus                                               |
|  |                                                          |

|  | Bonatitan  |
|  |            |
|  | Rocasaurus |
|  |            |

|  | Neuquensaurus                                                  |
|  |                                                                |
|  | \| \| MACN-PV-RN 233 \| \| \| \| \| \| Saltasaurus \| \| \| \| |
|  |                                                                |
|  | MACN-PV-RN 233                                                 |
|  |                                                                |
|  | Saltasaurus                                                    |
|  |                                                                |

|  | MACN-PV-RN 233 |
|  |                |
|  | Saltasaurus    |
|  |                |

|  | Alamosaurus |
|  |             |
|  | Baurutitan  |
|  |             |

|  | Ibirania                                                 |
|  |                                                          |
|  | \| \| Bonatitan \| \| \| \| \| \| Rocasaurus \| \| \| \| |
|  |                                                          |
|  | Bonatitan                                                |
|  |                                                          |
|  | Rocasaurus                                               |
|  |                                                          |

|  | Bonatitan  |
|  |            |
|  | Rocasaurus |
|  |            |

|  | Neuquensaurus                                                  |
|  |                                                                |
|  | \| \| MACN-PV-RN 233 \| \| \| \| \| \| Saltasaurus \| \| \| \| |
|  |                                                                |
|  | MACN-PV-RN 233                                                 |
|  |                                                                |
|  | Saltasaurus                                                    |
|  |                                                                |

|  | MACN-PV-RN 233 |
|  |                |
|  | Saltasaurus    |
|  |                |

|  | Ibirania                                                 |
|  |                                                          |
|  | \| \| Bonatitan \| \| \| \| \| \| Rocasaurus \| \| \| \| |
|  |                                                          |
|  | Bonatitan                                                |
|  |                                                          |
|  | Rocasaurus                                               |
|  |                                                          |

|  | Bonatitan  |
|  |            |
|  | Rocasaurus |
|  |            |

|  | Neuquensaurus                                                  |
|  |                                                                |
|  | \| \| MACN-PV-RN 233 \| \| \| \| \| \| Saltasaurus \| \| \| \| |
|  |                                                                |
|  | MACN-PV-RN 233                                                 |
|  |                                                                |
|  | Saltasaurus                                                    |
|  |                                                                |

|  | MACN-PV-RN 233 |
|  |                |
|  | Saltasaurus    |
|  |                |

## Paleoecologia

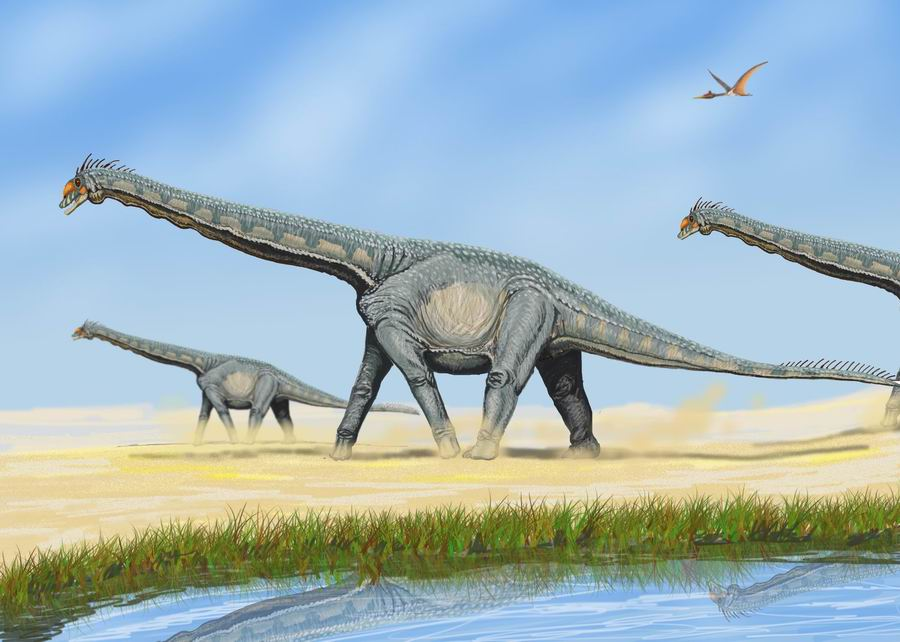
Impressão artística de um bando Alamosaurus em possível ato de migração

O Alamosaurus é o único saurópode conhecido que viveu na América do Norte após o hiato dos saurópodes, um intervalo de quase 30 milhões de anos para o qual nenhum fóssil definitivo de saurópode é conhecido no continente. Os primeiros fósseis de Alamosaurus datam da era Maastrichtiana, cerca de 70 milhões de anos atrás, e rapidamente se tornou o grande herbívoro dominante do sul de Laramidia.
As origens do Alamosaurus são altamente controversas, com três hipóteses que foram propostas. A primeira delas, que foi denominada cenário do "imigrante austral", propõe que o Alamosaurus é descendente de titanossauros sul-americanos. O Alamosaurus é intimamente relacionado aos titanossauros sul-americanos, como o Pellegrinisaurus. Alamosaurus aparece na América do Norte ao mesmo tempo em que hadrossauros intimamente relacionados a espécies norte-americanas aparecem pela primeira vez na América do Sul, sugerindo que a linhagem Alamosaurus cruzou para a América do Norte nas mesmas rotas que os hadrossauros cruzaram para a América do Sul. A hipótese do imigrante austral foi desafiada com base no fato de que as rotas que conectavam a América do Norte e a América do Sul durante o Maastrichtiano podem ter consistido em ilhas separadas, o que teria apresentado desafios à dispersão dos titanossauros.
Um segundo cenário, denominado cenário "herbívoro interior", sugere que os titanossauros estavam presentes na América do Norte durante o Cretáceo Superior e que sua aparente ausência reflete a relativa raridade de sítios fósseis que preservam os ambientes de terras altas que os titanossauros favoreciam, em vez de sua verdadeira ausência do continente. No entanto, não há evidências de saurópodes na América do Norte entre o Cenomaniano médio e o Maastrichtiano inicial, mesmo em estratos que preservam ambientes mais elevados, e os saurópodes que viveram na América do Norte antes do hiato são titanosauriformes basais, como Sonorasaurus e Sauroposeidon, não titanossauros litostrotianos. Uma terceira opção é que, como no cenário do imigrante austral, Alamosaurus não é nativo da América do Norte, mas se originou na Ásia em vez da América do Sul. Alamosaurus é comumente considerado intimamente relacionado ao titanossauro asiático Opisthocoelicaudia, mas isso se baseia em análises que não levaram em consideração o parente sul-americano Pellegrinisaurus. Embora muitos dinossauros tenham cruzado entre a Ásia e a América do Norte pela ponte terrestre de Bering, os saurópodes eram mal adaptados para ambientes de alta latitude e a Beríngia teria sido um ambiente inóspito para titanossauros. Além disso, para chegar ao sul de Laramidia da Ásia, o Alamosaurus teria que cruzar o norte de Laramidia, que não contém fósseis de saurópodes conhecidos de idade comparável ao Alamosaurus, apesar de conter as faunas de dinossauros mais bem estudadas do continente. No geral, uma origem sul-americana foi favorecida por vários estudos e Chiarenza et al. (2022) a consideraram como "a única origem viável" para o Alamosaurus.

## Paleoambiente

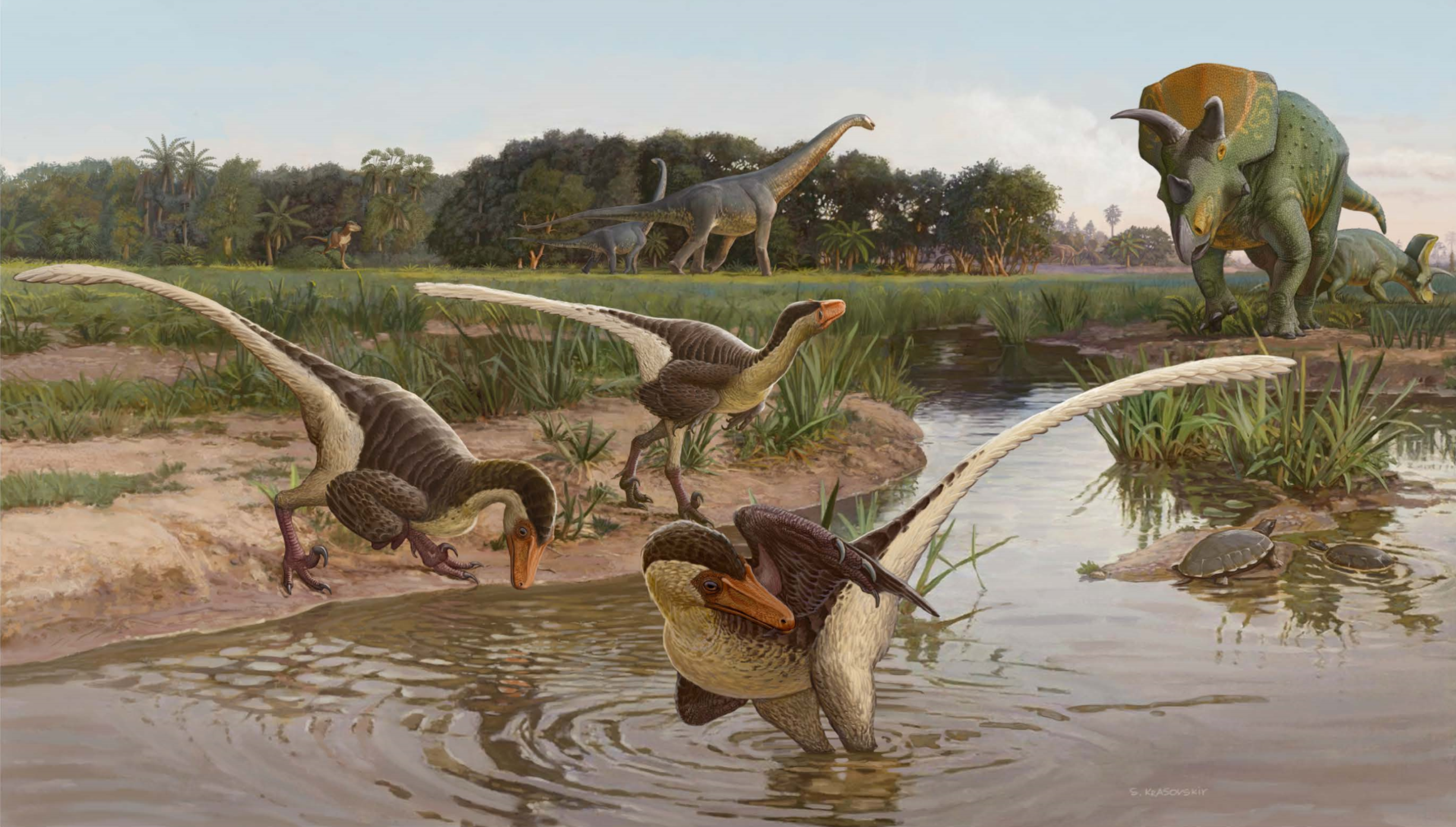
Restauração de Alamosaurus (fundo) e outros dinossauros da Formação Ojo Alamo

Fósseis de Alamosaurus são mais notavelmente encontrados no membro Naashoibito da Formação Ojo Alamo (datado entre cerca de 69–68 milhões de anos) e na Formação Javelina, embora a faixa etária exata desta última tenha sido difícil de determinar. Um espécime juvenil de Alamosaurus foi relatado como vindo da Formação Black Peaks, que cobre a Javelina em Big Bend, Texas, e também atravessa a fronteira Cretáceo-Paleogeno. O espécime de Alamosaurus foi relatado como vindo de alguns metros abaixo da fronteira, datado de 66 milhões de anos atrás, embora a posição da fronteira nesta região seja incerta.
Apenas um sítio geológico na Formação Javelina produziu os tipos de rochas corretos para datação radiométrica até agora. O afloramento, situado nos estratos médios da formação, cerca de 90 metros abaixo do limite K-Pg e dentro da área de distribuição local dos fósseis de Alamosaurus, foi datado em 69,0 ± 0,9 milhões de anos em 2010. Usando esta data, em correlação com uma idade medida da Formação Aguja subjacente e a provável localização do limite K-Pg na Formação Black Peaks sobrejacente, a fauna de Alamosaurus parece ter durado de cerca de 70 a 66 milhões de anos atrás, com os primeiros registros de Alamosaurus perto da base da Formação Javelina e o mais recente logo abaixo do limite K-Pg na Formação Black Peaks.
Excluindo a Formação Black Peaks, restos de troodontídeos e hadrossaurídeos foram descobertos nas outras três formações. Répteis contemporâneos da Formação North Horn que são diagnósticos para o nível de espécie incluem o tiranossaurídeo Tyrannosaurus rex, o ceratopsídeo casmossauríneo Torosaurus utahensis, o possível crocodilomorfo Pinacosuchus mantiensis,  e os lagartos Polyglyphanodon sternbergi, Paraglyphanodon utahensis e Paraglyphanodon gazini. Espécimes possivelmente pertencentes ou semelhantes a Tyrannosaurus rex e Torosaurus utahensis (identificados como cf. Tyrannosaurus e Torosaurus cf. utahensis) foram descobertos na Formação Javelina, onde outros arcossauros diagnósticos para o nível de espécie foram descobertos, incluindo o ceratopsídeo casmossauríneo Bravoceratops polyphemus, e os grandes pterossauros azhdarchídeos Quetzalcoatlus northropi, Quetzalcoatlus lawsoni e Wellnhopterus brevirostris. Os arcossauros contemporâneos na Formação Ojo Alamo incluem o potencialmente duvidoso oviraptorossauro Ojoraptorsaurus, o dromaeossaurídeo Dineobellator, o nodosaurídeo blindado Glyptodontopelta, e o ceratopsídeo casmossauríneo Ojoceratops. Os táxons não-arquossauros que compartilharam o mesmo ambiente com Alamosaurus incluem várias espécies de peixes, raias, anfíbios, lagartos, tartarugas e multituberculados. Um possível espécime do gênero identificado como Alamosaurus sp. ou cf. Alamosaurus coexistiu com dinossauros como Tyrannosaurus mcraeensis e Sierraceratops do Grupo McRae.